# Dionigi Tettamanzi
Dionigi Tettamanzi, né le 14 mars 1934 à Renate en Lombardie et mort le 5 août 2017 à Triuggio dans la même région, est un cardinal italien, archevêque de Gênes (1995-2002) et de Milan (2002-2011).

## Biographie

### Enfance et formation
Dionigi Tettamanzi est né 14 mars 1934 à Renate en Lombardie. À l'âge de onze ans, sur la recommandation du prêtre de sa paroisse, Pasquale Zanzi, il entre au petit séminaire.
Il est ordonné prêtre de l'Église catholique le 28 juin 1957 par l'archevêque de Milan, Giovanni Montini, qui deviendra pape en 1963 sous le nom de Paul VI. Il poursuit alors pendant deux ans ses études à Rome, au séminaire pontifical lombard et à la Grégorienne. Il obtiendra ainsi un doctorat de théologie sur l'apostolat des laïcs[réf. nécessaire].

### Prêtre
Prêtre, il a consacré la majeure partie de son temps à l'enseignement, comme professeur de théologie fondamentale au séminaire de Venegono Inferiore et de théologie pastorale à l'Institut régional lombard de pastorale de Milan. Il a régulièrement écrit dans les journaux catholiques L'Osservatore Romano et l'Avvenire.
Il a été expert auprès du Conseil pontifical pour la famille (1982), du Conseil pontifical pour la pastorale des services de la santé (1985 et 1991), de la Congrégation pour la doctrine de la foi (1989) et du Conseil pontifical pour les communications sociales (1994).
En 1987, il est nommé recteur du Séminaire pontifical lombard.

### Évêque
Nommé évêque d'Ancône le 1er juillet 1989 (succédant à Carlo Maccari, atteint par la limite d'âge), il est consacré le 23 septembre suivant par le cardinal Martini.
En 1991, il est appelé à Rome pour occuper le poste de secrétaire général de la Conférence épiscopale italienne.
Le 20 avril 1995, il est nommé archevêque de Gênes.
Le 11 juillet 2002, il devient archevêque de Milan. Ayant atteint l'âge de soixante-quinze ans en mars 2009, il présente sa démission au pape, qui le confirme pour deux années supplémentaires à la tête de l'archidiocèse de Milan. Sa démission est acceptée par le pape le 28 juin 2011.

### Cardinal

Dionigi Tettamanzi à Lodi en 2011.

Il est créé cardinal par Jean-Paul II lors du consistoire du 21 février 1998 avec le titre cardinal-prêtre de Santi Ambrogio e Carlo.
Il participe aux conclaves de 2005 et de 2013 qui élisent respectivement les papes Benoît XVI et François. Selon le journal secret d'un cardinal, deux suffrages se seraient portés sur son nom durant le conclave de 2005.
Au sein de la Curie romaine, il est membre de la Congrégation pour le clergé, de la Congrégation pour l'éducation catholique, de la Congrégation pour les Églises orientales et du Conseil pontifical pour la culture.
Il meurt le 5 août 2017 à l'âge de 83 ans dans la Villa Sacro Cuore (it) de Tregasio (it), hameau de Triuggio en Lombardie, où il s'est retiré à la fin de son ministère.

## Succession apostolique
Dionigi Tettamanzi a ordonné les évêques suivants:
- Évêque Alberto Maria Careggio (1995)
- Évêque Alberto Tanasini (it) (1996)
- Cardinal Angelo Bagnasco (1998)
- Cardinal Domenico Calcagno (2002)
- Archevêque Carlo Roberto Maria Redaelli (it) (2004)
- Évêque Luigi Stucchi (de) (2004)
- Archevêque Luigi Negri (2005)
- Évêque Roberto Busti (it) (2007)
- Évêque Franco Giulio Brambilla (it) (2007)
- Archevêque Mario Delpini (2007)
- Évêque Maurizio Gervasoni (it) (2013)

## Publications
- Allez annoncer l'Évangile : en Église vivante, joyeuse et missionnaire, Éditions du Cerf, 2004[8].